# Warren Ellis
 (septembre 2016).
Si vous disposez d'ouvrages ou d'articles de référence ou si vous connaissez des sites web de qualité traitant du thème abordé ici, merci de compléter l'article en donnant les références utiles à sa vérifiabilité et en les liant à la section « Notes et références ».
Pour les articles homonymes, voir Warren Ellis (homonymie) et Ellis.
Compléments
Global Frequency
Authority
Black Summer'
'Transmetropolitan
Warren Ellis (né le 16 février 1968) est un scénariste de comics et un auteur de romans britannique. Il a travaillé pour Marvel Comics, DC Comics ou Avatar Press entre autres. Il connut le succès avec sa série Transmetropolitan commencé en 1997 chez le label Vertigo. Il se définit comme transhumaniste.

## Biographie
La carrière d’Ellis a commencé en 1990 dans le magazine Deadline avec une histoire de 6 pages. Parmi ses autres travaux de débutant on trouve une histoire courte de Judge Dredd et une page de Doctor Who. Son premier travail sur une série continue est Lazarus Churchyard publié dans Blast!, un éphémère magazine britannique.
En 1994, Ellis commence à travailler pour Marvel Comics, où il prit en main la série Hellstorm du numéro 12 au 21. Il participa  également au label Marvel 2099, principalement pour une storyline où un Docteur Fatalis du futur prend le pouvoir aux États-Unis.
À la suite du succès critique de ce titre, il participe au renouveau de Marvel des années 1990, avec de auteurs comme McFarlane ou Jim Lee.
Il travaille ainsi sur Excalibur, un comics dont l'action se déroule principalement en Grande-Bretagne, et lui donne une dimension inégalé. Il écrivit également quelques numéros de Thor, où il le replace dans un univers High tech.
Ellis travailla ensuite pour DC Comics, Caliber Comics et surtout  pour Wildstorm, alors dans le giron d’Image Comics, où il écrivit DV8, une mini-série dérivée de Gen 13 et prit en main Stormwatch. Il l’écrivit du numéro 37 au 50, avec le dessinateur Tom Raney et enchaîna sur le volume 2 de la série dessiné par Oscar Jimenez, Bryan Hitch et Michael Ryan. Après la fin du volume 2 au numéro 11, Ellis et Hitch lancèrent The Authority, une équipe de super-héros née des cendres de Stormwatch.
En 1997, Ellis commença sa série en creator-owned, Transmetropolitan - histoire d’un acerbe journaliste "gonzo"  dans des États-Unis futuristes – avec le dessinateur Darick Robertson sous le label Helix de DC. Quand Helix cessa d’exister, l’année suivante, Transmetropolitan fut transféré dans le label Vertigo et devint l’un des comics sans super-héros publié par DC ayant le plus de succès. La série dura 60 épisodes (plus quelques spéciaux), s’arrêtant en 2002, une fois que l'auteur n'eut plus rien à y raconter.
1999 vit le lancement de Planetary, une autre série Wildstorm par Ellis et John Cassaday, ainsi qu’une courte participation d’Ellis à la série Hellblazer de DC/Vertigo. Il quitta la série quand DC annonça, à la suite du drame de Columbine, qu’elle ne publierait pas Shoot, une histoire décrivant un incident similaire, qu’il avait déjà écrite et qui était déjà illustrée et prévue pour paraître.
Ellis  retourna chez Marvel, pour prendre part à la "Revolution" des titres mutants en dirigeant les  séries "Counter-X". Cette ligne devait revitaliser les séries dérivées des X-Men : Generation X, X-Man, et X-Force, mais ne fut pas un succès, éloignant Ellis des comics de super-héros pour quelque temps.
En 2003 Ellis lança Global Frequency, une mini-série de 12 épisodes dessinés par autant d'artistes différents (Jason Pearson, Roy Allan Martinez, Steve Dillon, David Lloyd, Chris Sprouse, Lee Bermejo, Gene Ha, ...)  et publiée par Wildstorm. Parallèlement, il continua à travailler pour différents éditeurs : DC, Avatar Press, AiT/Planet Lar, Cliffhanger et Homage Comics.
2004 vit le retour d’Ellis au comics de super-héros grand public. Il prit en main Ultimate Fantastic Four et Iron Man, pour Marvel, avec laquelle il signa un contrat exclusivité pour les travaux de commande. Il écrivit également un épisode du dessin animé La Ligue des justiciers (Justice League Unlimited en VO).
Les titres Apparat sortirent entre la fin 2004 et en 2005. Ellis décrit ces titres comme les "quatre premiers numéros imaginaires de séries imaginaires faisant partie d'une ligne imaginaire de comics". Les titres Apparat étaient publiés par Avatar mais portaient seulement le logo Apparat en couverture. Une seconde vague de titre devrait être lancée en 2006.
Mi-2005 il a lancé chez Wildstorm la série Desolation Jones avec le dessinateur J.H. Williams III, ainsi que Jack Cross chez DC Comics avec Gary Erskine.
Outre la fin d'un ensemble de trois mini-séries pour la ligne Ultimate de Marvel son prochain projet est Nextwave, avec le dessinateur Stuart Immonen, toujours chez Marvel.

## Controverse
En juin 2020, Warren Ellis est mis en cause par un collectif de victimes, pour comportements déplacés, abus de pouvoir et manipulations sur une période de 20 ans.
Dans une lettre ouverte, Ellis se défend de s'être jamais considéré dans une position de domination ou de privilégié. Il présente ses excuses, en admettant qu'il ait pu involontairement blesser ses relations et assure assumer la responsabilité de ses torts.
À la suite de cette mauvaise presse, il est écarté de plusieurs projets,.

## Publications
(les titres suivis d'un* ont été traduits en français)

### AiT/Planet Lar
- Available Light
- Come in Alone
- Switchblade Honey

### Avatar Press
- Bad World
- Crécy
- Dark Blue
- Doktor Sleepless
- From the Desk of Warren Ellis, collection d'essais provenant de la liste de diffusion du même nom.
- Angel Stomp Future (sous le label Apparat)
- Frank Ironwine (sous le label Apparat)
- Quit City (sous le label Apparat)
- Scars*
- Simon Spector (sous le label Apparat)
- Strange Kiss
- Stranger Kisses
- Strange Killings
- Strange Killings: Body Orchard
- Strange Killings: Strong Medicine
- Strange Killings: Necromancer

### DC ComicsetVertigo
- Batman : Gotham Knights
- Hellblazer #134–143 *
- Jack Cross
- JLA Classified *
- Orbiter
- Transmetropolitan *
- Vertigo: Winter's Edge

### Harris Comics
- Vampirella / Dracula & Pantha Showcase #1
- Vampirella: 25th Anniversary Special

### Image Comics
- City of Silence
- Down (publié par Top Cow)
- Fell (avec le dessinateur Ben Templesmith)*
- Ministère de l'espace (en)*
- Sword of Damocles
- Trees *
- Injection

### Marvel Comics
- Daredevil (Vol.I # 343, 08/95) *
- Doom 2099 *
- Doctor Strange, Sorcerer Supreme (épisodes 80 à 82)
- Druid
- Excalibur *
- Generation X*
- Hellstorm - Prince of Lies
- Iron Man
- Nextwave*
- Pryde and Wisdom *
- Carnage : Mindbomb (1996)*
- Ruins
- Starjammers *
- Thor *
- Storm *
- Ultimate Extinction
- Ultimate Fantastic Four (2004) *
- Ultimate Nightmare (2004) *
- Ultimate Secret (2004)
- Ultraforce (sous le label Malibu)
- Ultraforce Infinity (sous le label Malibu)
- Wolverine *
- X-Calibre *
- X-Force *
- X-Man *

### Wildstorm
- The Authority *
- Authority/Planetary : Ruling the World *
- Desolation Jones (2005)*
- DV8 *
- Gen 13 Bootleg Annual #1
- Global Frequency *
- Mek
- Ocean #1-6 (2004-2005, avec le dessinateur Chris Sprouse)
- Planetary *
- Red
- Reload
- Stormwatch *
- Tokyo Storm Warning
- Two-Step

### Crossovers
- Planetary / Batman : Night on Earth
- Planetary / JLA : Terra Occulta
- X-Men / WildC.A.T.S: The Dark Age
- WildC.A.T.S / Aliens

### Autres
- Calibrations, republié plus tard sous le titre Atmospherics (Caliber Comics)
- Lazarus Churchyard
- Solar, Man of the Atom (05/97, Valiant Comics)
- Starship Trooper: Insect Touch # 1-3
- Sugarvirus
- The Sussex Vampire (1996, Caliber Comics)
- At the zoo, 2000, courte nouvelle sur le transhumanisme publiée dans la revue Nature #408 du 16 novembre 2000. Version française : Comme des animaux en cage, publiée dans le Courrier International n° 529-530 - 21 déc. 2000

### Romans
- Artères souterraines, Au diable vauvert, 2010 ((en) Crooked Little Vein, 2007), trad. Laura Derajinski, 295 p.  (ISBN 978-2-84626-219-4)
- Gun Machine, Le Masque, 2014 ((en) Gun Machine, 2013), trad. Claire Breton, 304 p.  (ISBN 978-2-70243-925-8)
- Normal, Au diable vauvert, 2018 ((en) Normal, FSG Originals, 2016)

## Autres scénarios

### Jeux vidéo
- 2001 : Hostile Waters: Antaeus Rising
- 2005 : Cold Winter
- 2008 : Dead Space

### Séries animées
- 2009 : G.I. Joe: Resolute
- 2010 : Iron Man: Extremis
- 2011: Blade
- 2017 : Castlevania